# IC 3528
IC 3528 ist eine Balken-Spiralgalaxie vom Hubble-Typ SBb im Sternbild Haar der Berenike. Sie ist schätzungsweise 616 Millionen Lichtjahre von der Milchstraße entfernt.
Das Objekt wurde am 7. Mai 1904 von Royal Harwood Frost entdeckt.